# Barbaroscardia
Barbaroscardia é um gênero de mariposa pertencente à família Acrolophidae.